# Žinkovy
Žinkovy (en allemand : Schinkau, précédemment : Žinkau) est une commune du district de Plzeň-Sud, dans la région de Plzeň, en République tchèque. Sa population s'élevait à 846 habitants en 2022.

## Géographie
Žinkovy se trouve à 7 km à l'ouest de Nepomuk, à 30 km au sud-sud-est de Plzeň et à 81 km à l'ouest-sud-ouest de Prague.
La commune est limitée par Letiny et Jarov au nord, par Prádlo et Nepomuk à l'est, par Neurazy au sud, et par Měčín et Skašov à l'ouest.

## Histoire
La première mention écrite de la localité date de 1177.

## Galerie

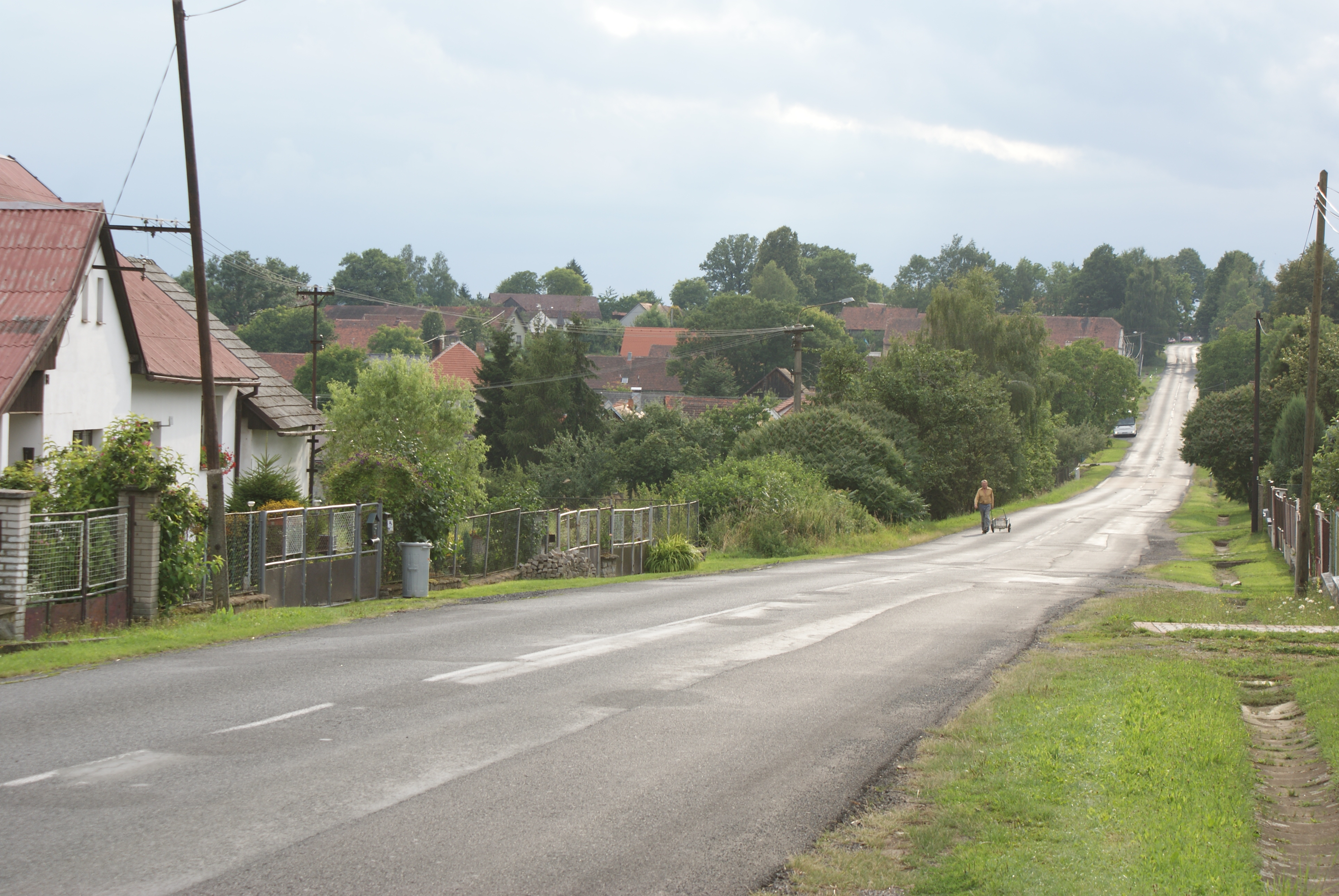
Route de Březí.
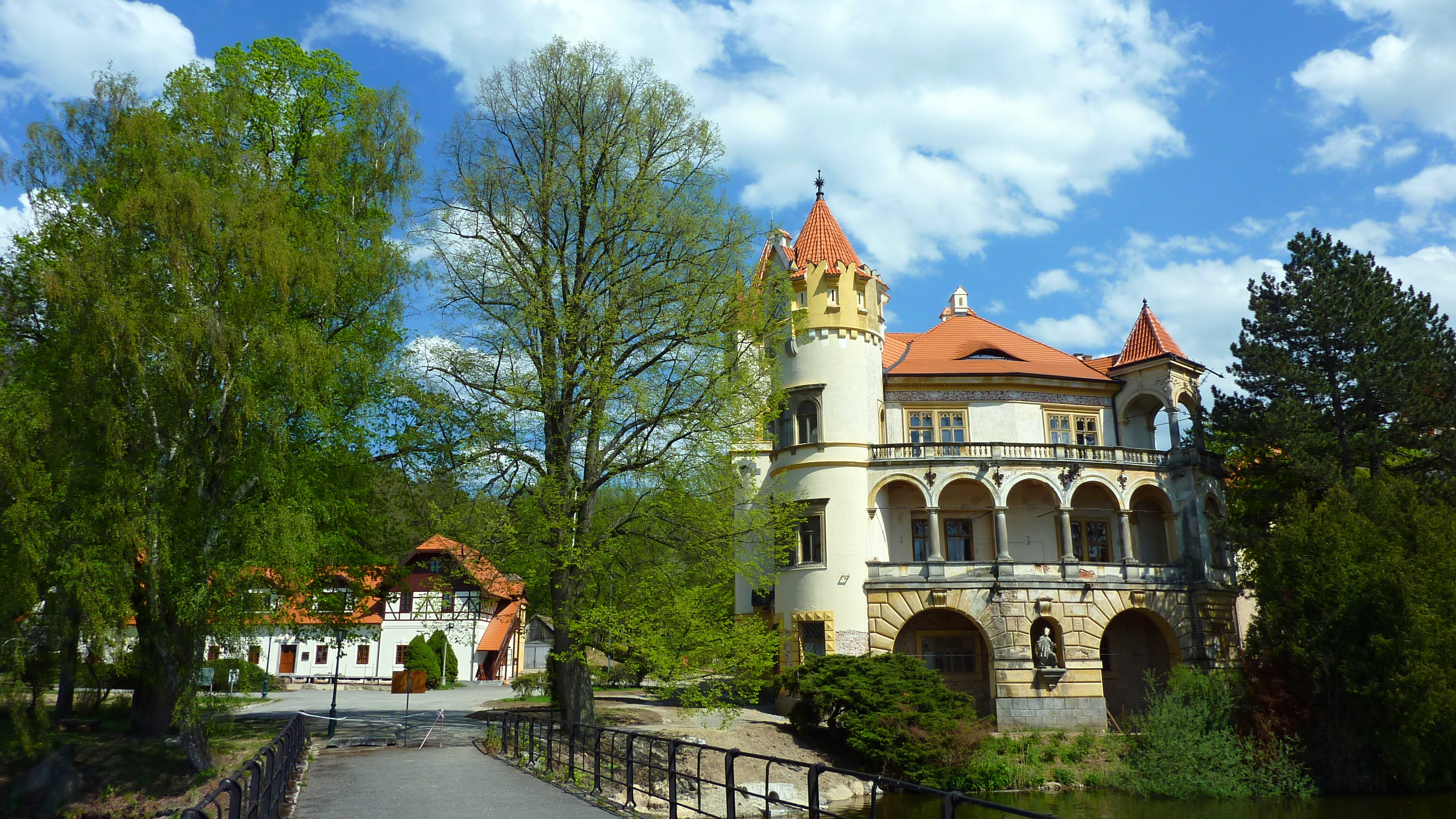
Le château de Žinkovy.

## Administration
La commune se compose de quatre sections :
- Žinkovy
- Březí
- Čepinec
- Kokořov

## Transports
Par la route, Žinkovy se trouve à 8 km de Nepomuk, à 35 km de Plzeň et à 117 km de Prague.